# تپه کوتر دین
تپه کوتر دین مربوط به هزاره اول - دوران‌های تاریخی پس از اسلام است و در شهرستان بابل، روستای کوتردین واقع شده و این اثر در تاریخ ۲۶ اردیبهشت ۱۳۵۶ با شمارهٔ ثبت ۱۴۰۴ به‌عنوان یکی از آثار ملی ایران به ثبت رسیده است.